# Замт, Вильма
Вильма Замт (нем. Wilma Samt; 28 мая 1926 — 15 февраля 2016) — австрийская шахматистка, победительница чемпионата Австрии по шахматам среди женщин (1966, 1970, 1973).

## Шахматная карьера
С середины 1960-х до начала 1980-х годов Вильма Самт была одной из ведущих австрийских шахматисток. На чемпионате Австрии по шахматам среди женщин она завоевала шесть медалей: три золотые (1966, 1970, 1973) и три бронзовые (1975, 1978, 1980). В 1966 году в Ареньс-де-Мар Вильма Самт участвовала в зональном турнире Западной Европы чемпионата мира по шахматам среди женщин.
Вильма Замт выступала за Австрию на шести шахматных олимпиадах среди женщин (1963, 1969-1976, 1980).